# 寺田早輪子
寺田 早輪子（てらだ さわこ、1976年（昭和51年）11月20日 - ）は、フリーアナウンサー、元仙台放送アナウンサー。

## 来歴・人物
福島県いわき市出身。磐城女子高等学校（現：磐城桜が丘高等学校）、いわき明星大学人文学部社会学科（現：医療創生大学）を卒業後、1999年に青森テレビへ入社。ATVニュースワイドのキャスターなどを担当後、2004年に仙台放送へ移籍した。ラーメンが大好物。日本酒好き。2012年に出産。一児の母。2016年、仙台放送在籍中に東北大学大学院経済学研究科に入学、修了。
2014年にはFNSアナウンス大賞で最高賞である大賞を受賞した。
2024年5月に仙台放送を退職。

## 担当番組

### 青森テレビ在籍時
- ATVニュースワイド（キャスター）

### 仙台放送移籍後
- 仙台放送スーパーニュース（2004年11月 - 2011年12月、2014年4月 - 2015年3月）
- 仙台放送みんなのニュース（2015年4月 - 2018年3月）
- 仙台放送プライムニュース（2018年4月 - 2019年3月）
- 仙台放送 Live News it!（2019年4月 - 2021年10月）
- 仙台放送NEWS
- 「東日本大震災特別企画　ともに」（キャスター）